# دولوس

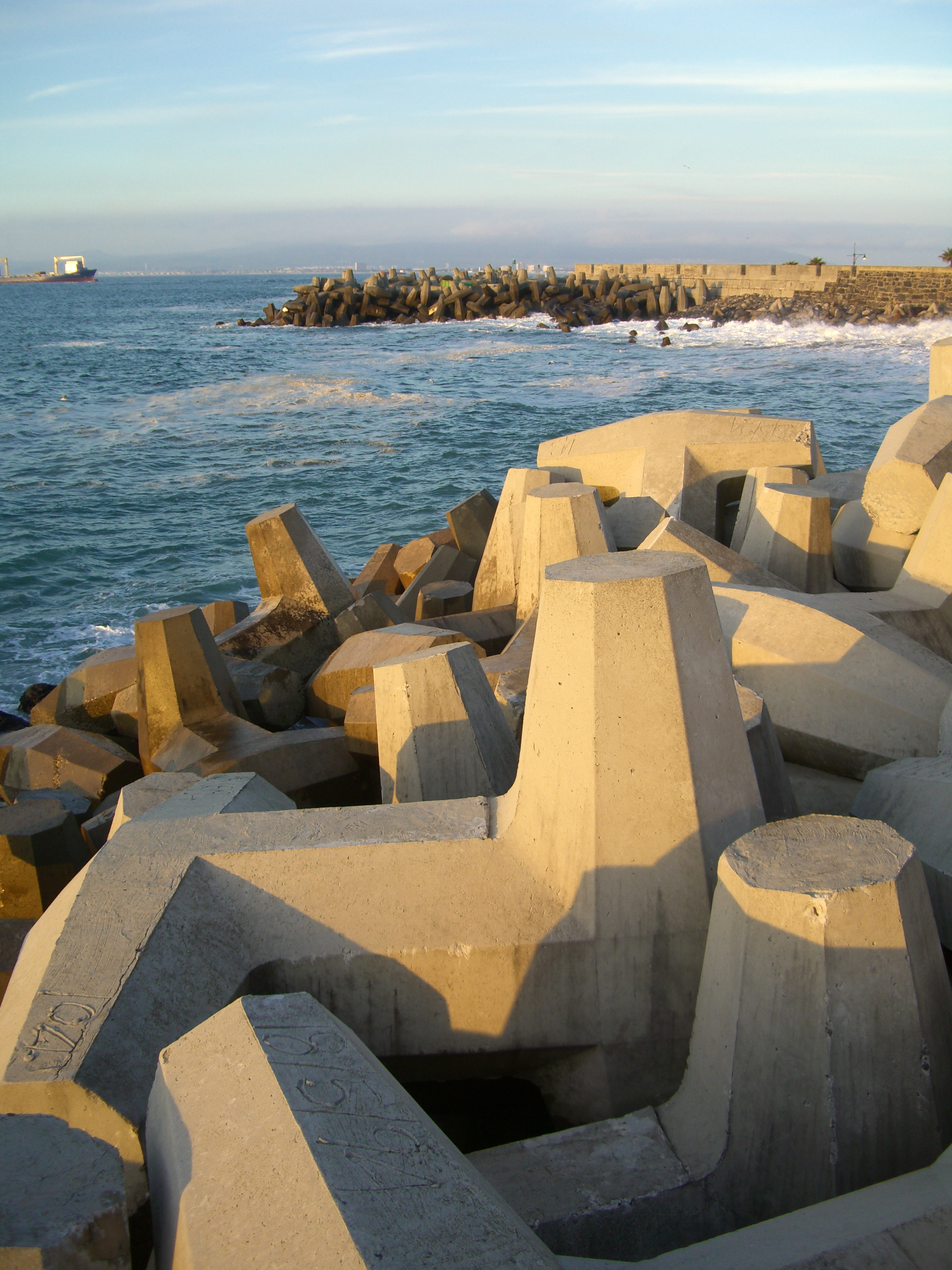
دولوس تشكل بنية واقية ضد خط ساحلي في كيب تاون ، جنوب أفريقيا

دولوس (بالإنجليزية: dolos)‏ عبارة عن كتلة خرسانية مسلحة في شكل هندسي معقد يصل وزنه إلى 80 طنًا (88 طنًا قصيرًا)، تستخدم بأعداد كبيرة كشكل من أشكال الإدارة الساحلية لبناء عمليات إعادة التدوير للحماية من قوة التآكل للأمواج من هيئة المياه. اخترع الدولار الأمريكي في عام 1963، وتم نشره لأول مرة عام 1964 على حاجز الأمواج في شرق لندن، وهي مدينة ساحلية في جنوب إفريقيا.

## بناء
عادة ما يتم صنع دولوس من الخرسانة غير المسلحة، [بحاجة لمصدر]تصب في قالب فولاذي. يتم خلط الخرسانة أحيانًا بألياف فولاذية [بحاجة لمصدر]صغيرة لتقويتها في حالة عدم وجود تقوية. يتم البناء في أقرب مكان ممكن من موقع التثبيت لأن دولوس ثقيل جدًا.يتم استخدامها لحماية جدران المرفأ وحواجز الأمواج [بحاجة لمصدر]وأعمال الحفر الشاطئية. في دانيا بيتش، فلوريدا، يتم استخدام دولوس كشعاب اصطناعية معروفة باسم دانيا بيتش ايروجاكس.  كما أنها تستخدم لحبس رمال البحر لمنع التآكل. مطلوب طلب 10000 دولوس لمسافة كيلومتر من الساحل.
وهي تعمل عن طريق تبديد طاقة الأمواج بدلاً من حجبها. ينحرف تصميمها عن معظم طاقة الحركة الموجية إلى الجانب، مما يجعل إزاحتها أكثر صعوبة من الأشياء ذات الوزن المماثل التي تقدم سطحًا مستويًا. على الرغم من أنها توضع في مكانها فوق بعضها البعض بواسطة الرافعات، فإنها بمرور الوقت تميل إلى التورط أكثر مع تغير الموجات. يضمن تصميمها أنها تشكل جدارًا متشابكًا ولكنه مسامي ومرنة قليلاً.غالبًا ما يتم ترقيم الوحدات الفردية بحيث يمكن تتبع تحركاتها. هذا يساعد المهندسين على قياس ما إذا كانوا بحاجة إلى إضافة المزيد من دولوس إلى الكومة.

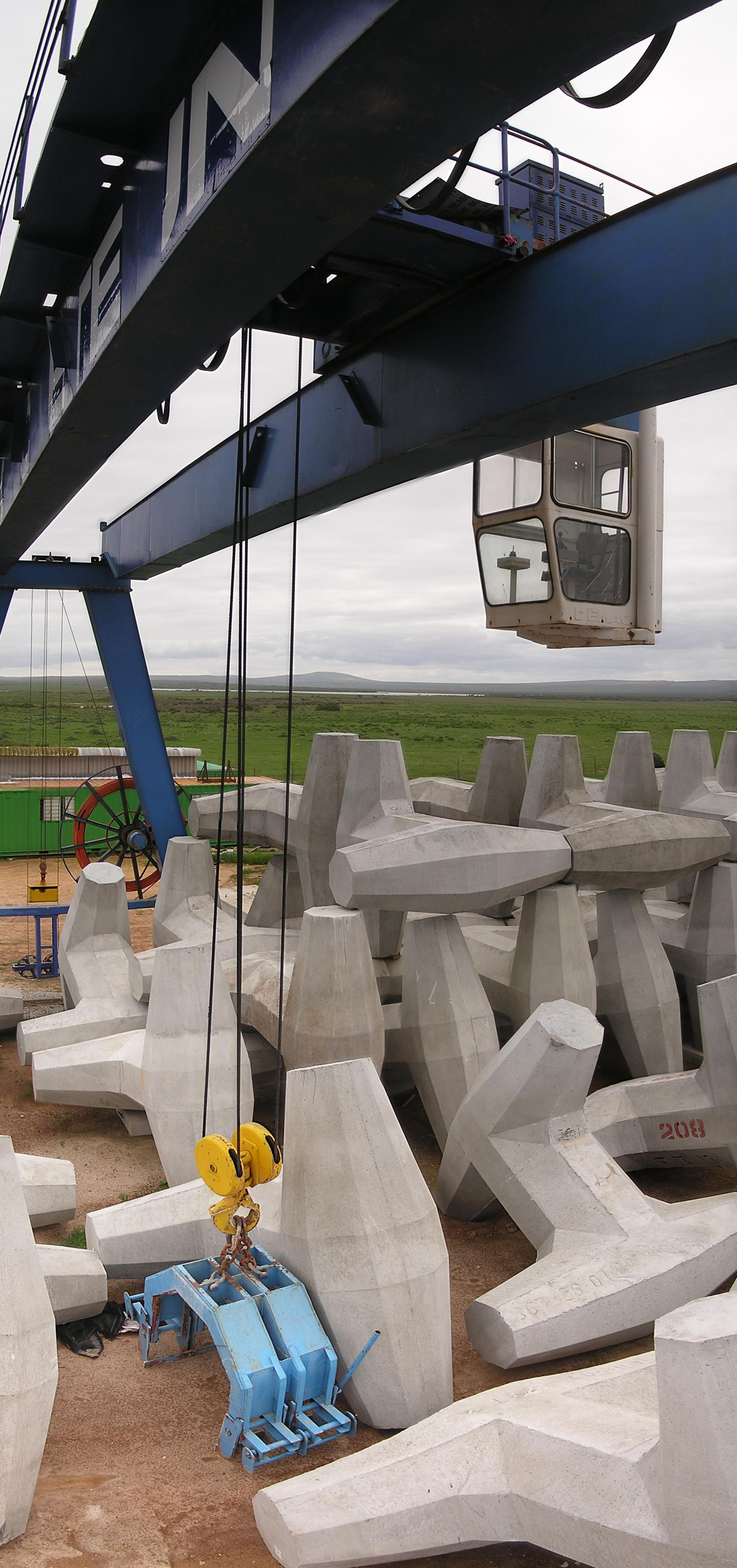
ساحة بناء دولوس - Yzerfontein، جنوب أفريقيا

كما تستخدم دولوس في الأنهار في شمال غرب المحيط الهادئ من الولايات المتحدة الأمريكية، للسيطرة على تآكل، ومنع الهجرة قناة وخلق واستعادة سمك السلمون الموائل. من الأمثلة على ذلك الاختناقات الخشبية المهندسة،[بحاجة لمصدر] أو ELJ، والتي قد تساعد في جهود حفظ مخزون السلمون. المحلية، المقاطعة، الولاية، وخبراء الصناعة الاتحادي والخاص في التصميم الهندسي، الجيومورفولوجيا النهرية وصيد الأسماك المحافظة نعمل معًا لحماية البنية التحتية العامة المهمة مثل الطرق والتطورات التجارية والسكنية، مع الحفاظ على الموائل المائية[بحاجة لمصدر] أو تحسينها أو ترميمها أو إنشائها. توفر الكتلة الهائلة من دولوس ثقلًا للسجلات والقطع («الحطام» أو «الحطام» العضوي) لإنشاء هيكل موئل مستقر ومعقد، مع استبعاد الحاجة إلى حفر مفرط وغزوي بيئي ومكلف لوضعها في الركيزة. تتميز ELJ بتصميم جديد ومبتكر يقع على طليعة التقنيات الهندسية والعلمية في المساعدة على استعادة السلمون في شمال غرب المحيط الهادئ (خاصة الأنواع المدرجة في قائمة الأنواع المهددة بالانقراض)، مع حماية الأعمال العامة والخاصة المهمة وبالتالي المساعدة في تحقيق التوازن بين احتياجات رجل والطبيعة.

## أمانة الاختراع
يُنسب تصميم دولوس عادةً إلى جنوب إفريقيا إريك موبراي ميريفيلد، مهندس ميناء شرق لندن لمرة واحدة (من 1961-1976). في أواخر التسعينيات اكتسبت مطالبة أوبري كروجر أهمية أكبر.يدعي كروجر أنه هو وميريفيلد قد فكروا في شكل الكتل الخرسانية التي سيتم استخدامها لحماية حواجز الأمواج الشاسعة في شرق لندن لمرفأ المدينة غير الطبيعي، بعد عاصفة كبيرة في عام 1963. أراد ميريفيلد تصميم كتلة لم تنفصل أو التحول عندما يضرب البحر. كانت رخيصة وهذا لا يتطلب وضع دقيق. قال في سنوات لاحقة إنه يريد كتلة مصممة بطريقة يمكن «رشها مثل رافعات الأطفال». ذكر كروجر أنه عاد إلى المنزل لتناول طعام الغداء، وقطع ثلاثة أقسام من عصا المكنسة، وقام بتثبيتها بالمسامير على شكل H مع ساق واحدة تحولت 90 درجة لإنشاء شكل دولوسالمميز. كان ميريفيلد مفتونًا بالجسم وكان كروجريرسم خطة. لم يتلق كروجر أبدًا رصيدًا رسميًا للاختراع. فاز ميريفيلد على جائزة التصميم شل والعلوم والتكنولوجيا جمعيات أسوشيتد جنوب أفريقيا الميدالية الذهبية الصورة. لقد أدت وفاة ميريفيلد (في عام 1982) إلى جعل هذا الجدل أبعد من الإثبات في كلتا الحالتين. توفي أوبري كروجر في شرق لندن في 19 يوليو 2016.

## حماية التصميم
تصميم الدولوس غير محمي بأي شكل من أشكال البراءات. لم تتخذ ميريفليد الخطوات اللازمة لحماية المفهوم. سبب ذلك غير مؤكد. وقد تم طرح سببين لذلك: أحدهما بواسطة ميريفيلد، والآخر كروجر. ذكر ميريفيلد أنه لم يحميهم لأنه تمنى لهم أن يفيدوا الإنسانية. يدعي كروجر أن ميريفليد تلقى نصيحة قانونية غير صحيحة: للذكاء، حيث تم تصميم الكتل أثناء ساعات العمل أثناء عمله من قبل الدولة (إدارة السكك الحديدية والموانئ في جنوب إفريقيا)، لم يكن قادرًا بموجب القانون على حماية تصميمها.

## أصل الاسم

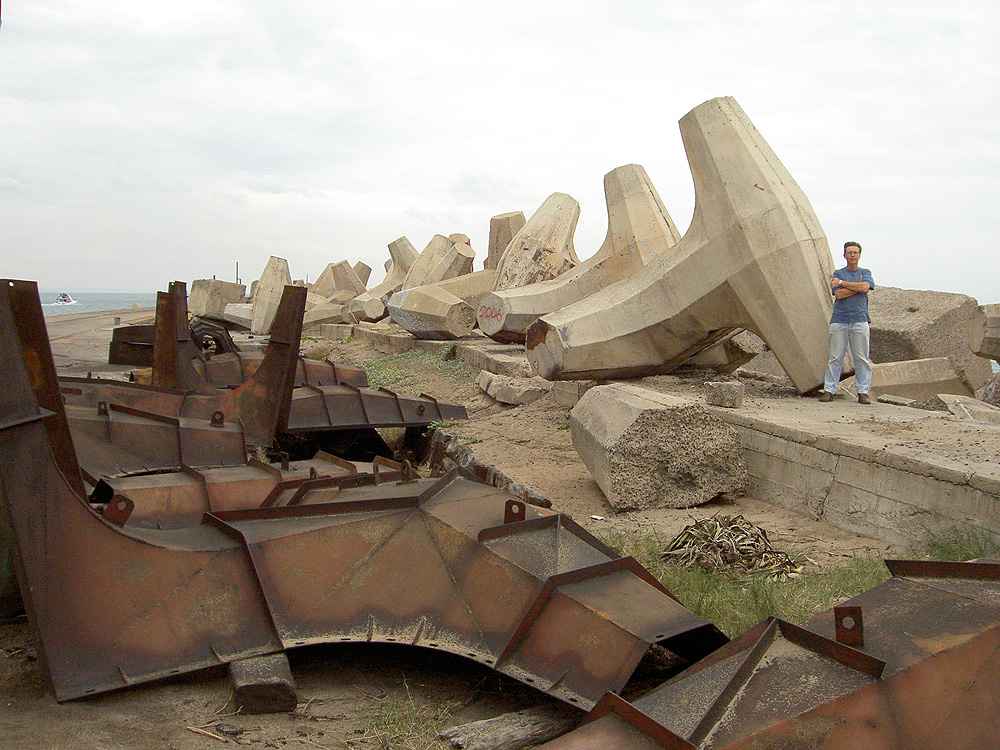
رجل يقف بجوار دولولوس ، يظهر حجمه النسبي. قوالب دولوس في المقدمة - ديربان ، جنوب أفريقيا

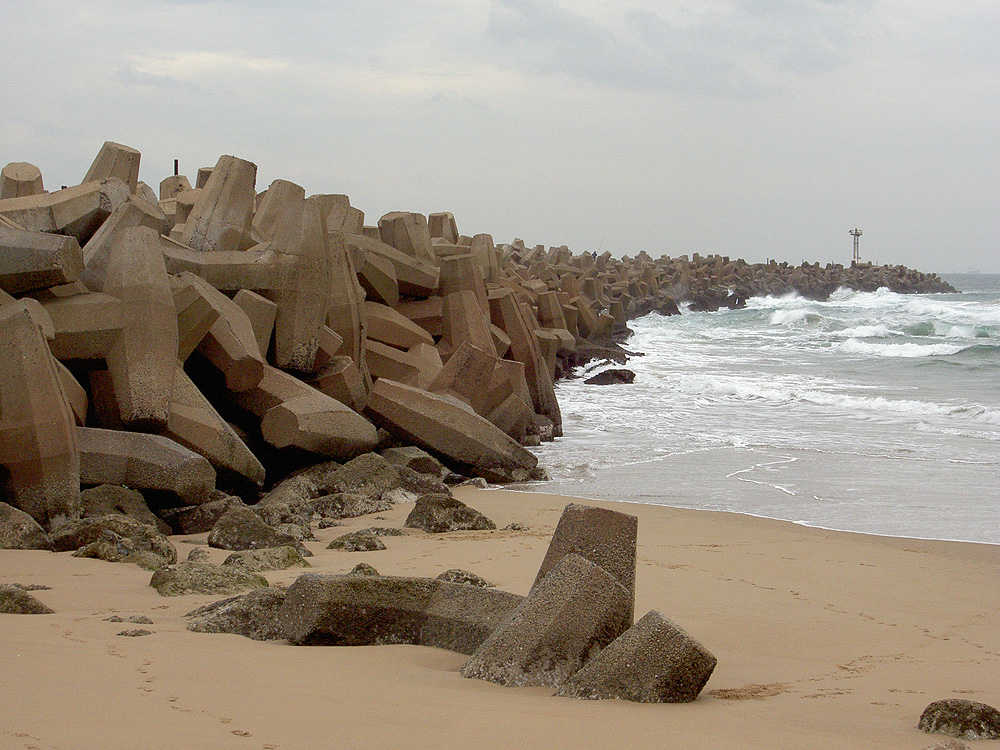
رصيف ديربان الجنوبي، جنوب أفريقيا

الاسم مشتق من كلمة dolos الأفريكانية [بحاجة لمصدر]- dolosse الجمع. هذه الكلمة لها مشتقتان. يذكر روزنتال (1961) أنها تكون عبارة عن تقلص في العظام أو «القمار» (الأفريكانية) (من اللاتينية). يصرح Boshof وNienaber بأن يكون انكماشًا لـ "dollen os" أو "play" (هولندي قديم) "oxen" (Afrikaans). الأول هو إشارة تغيرت في المعنى إلى عظام مفصل الثور المستخدمة في ممارسات العرافة من قبل الأورام السانغوما،[بحاجة لمصدر] والمعالجين التقليديين في جنوب إفريقيا. إنها تشبه إلى حد ما هذه العظام. والثاني هو إشارة إلى عظام ثور أو مفصل الضأن التي يستخدمها الأطفال الأفارقة في اللعب.
تم إرفاق الاسم بالأشياء عندما جاء والد كروجر، جو كروجر، الذي عمل أيضًا في الميناء، على ابنه وآخرين يلعبون مع نماذج صغيرة من الأشياء وسألوه عن دولو التقى بالدولو يموت؟ (اللغة الإنجليزية: ما الذي تلعب به مع لعبة دولو؟). هناك لعبة قديمة جدًا تسمى عظام المفصل، وهي نسخة حديثة تستخدم قطع اللعب كما هو موضح في الصورة المجاورة. التشابه بين هذه و dolos لا شك فيه.[بحاجة لمصدر]

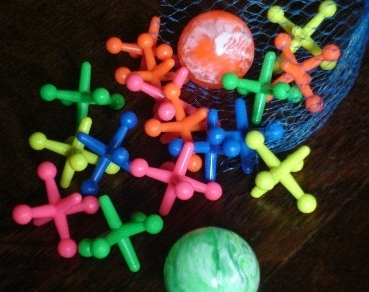
قطع اللعب البلاستيكية من لعبة Knucklebones